# Aneta Savarová
Aneta Savarová, rodným jménem Aneta Hajrullahiová (* 19. února 1986 Uherský Brod), je česká moderátorka, která uváděla hlavní zpravodajskou relaci Události České televize. Od roku 2007 moderovala zprávy na ČT24. V lednu 2012 vyhrála konkurz na moderátorku Událostí, dle diváckých průzkumů TNS Aisa byla nejsympatičtější ze všech uchazečů a ve svých 26 letech se tak stala historicky nejmladší moderátorkou hlavní zpravodajské relace České televize Události. V roce 2012 ji MF DNES vybrala mezi 20 významných českých osobností. V roce 2014 vyhrála 3. místo v televizní anketě TýTý v kategorii populární Osobnost televizního zpravodajství. V prosinci 2015 požádala kvůli zdravotním problémům o dočasné uvolnění z funkce. V roce 2016 se vdala a porodila syna.[zdroj?]

## Život
V letech 2001 až 2005 navštěvovala Gymnázium J. A. Komenského v Uherském Brodě, poté v letech 2005 až 2010 studovala na Fakultě sociálních věd Univerzity Karlovy v Praze obor žurnalistika (Bc.) a Mediální a komunikační studia (Mgr.).[zdroj?]
Jejím manželem je generální ředitel Merkur Sun s.r.o. Patrik Flaišinger. V roce 2016 se jim narodil syn.[zdroj?]

## Televizní kariéra
Od července 2007 pracovala jako moderátorka zpravodajské relace České televize na zpravodajském kanále ČT24, od ledna 2010 do ledna 2011 působila jako moderátorka zpravodajské televize Z1, kde uváděla pořad Dopolední byznys a Burzovní zpravodajství. V květnu 2011 se vrátila zpět do České televize, kde působila v Televizním studiu Brno jako moderátorka Událostí v regionech, od prosince 2011 pak v Televizním studiu Praha jako moderátorka zpráv na ČT24. V únoru 2012 ji porota složená z odborníků z BBC, Radia Svobodná Evropa, Politikon atd. pozvala spolu s desítkami známých osobností do konkurzu na hlavní zpravodajskou relaci České televize. Televizní konkurz byl dvoukolový a kromě hlasu poroty rozhodovaly také kvalitativní a kvantitativní průzkumy diváků. Podle agentury TNS Aisa, která výzkum připravila, byla Aneta Savarová vyhodnocena jako nejsympatičtější a nejprofesionálnější ze všech testovaných moderátorů a v průzkumu dosáhla na prvenství.[zdroj?]
Od dubna 2012 uváděla pořad Události, hlavní zpravodajskou relaci České televize. Ke konci roku 2015 pozici moderátorky ze zdravotních důvodů –⁠ podle prohlášení ČT dočasně –⁠ uvolnila a nahradil ji Michal Kubal.

### Kauza s Janem Hrubešem
V době, kdy Savarová působila jako moderátorka zpravodajské relace na ČT24, podala na svého kolegu z redakce Jana Hrubeše trestní oznámení za obtěžování a stalking. Média přinesla informace o tom, že Hrubeš Savarovou údajně znásilnil, ta to ale popřela. V lednu 2014 však podal v této kauze Hrubeš trestní oznámení na ochranu svých práv, podle něj bylo obvinění ze stalkingu lží a porušením práva na ochranu osobnosti. Podle Hrubeše byla celá kauza rovněž podpořena vedením České televize. Česká televize s ním kvůli problematickému chování nakonec ukončila pracovní poměr.[zdroj?]